# Betrideildin
Betrideildin – najwyższa w hierarchii klasa rozgrywek piłkarskich mężczyzn na Wyspach Owczych, terytorium zależnym Królestwa Danii na Morzu Norweskim, który posiada odrębny status w ramach organizacji futbolowych, takich jak FIFA i UEFA. Cyklicznie, co roku mecze rozgrywa tam 10 drużyn, z których dwie ostatnie spadają do niżej ligi, pierwsze natomiast uzyskują możliwość gry w turniejach europejskich. Sezon na Wyspach Owczych, w przeciwieństwie do wielu innych państw, nie odbywa się na przełomie dwóch lat, lecz w ramach jednego roku na wzór krajów skandynawskich, gdyż w miesiącach chłodnych trudno byłoby przygotować wiele boisk do rozgrywek ligowych. Współcześnie również często sprawia to problemy na początku wiosny, kiedy śnieg potrafi zalegać na murawie, a dobrym przykładem przesunięcia przez taką sytuację ligowego spotkania były wszystkie mecze drugiej kolejki w sezonie 2008.
Rozgrywkami zarządza Związek Piłkarski Wysp Owczych (far. Fótbóltssamband Føroya). Od momentu swego powstania w 1942 do roku 1975 ligę nazywano Meistaradeildin (Liga Mistrzów), nazwę zmieniono następnie na 1.Deild (1. Liga). Nazwa ta utrzymała się przez trzydzieści lat, po czym w 2005 postanowiono ją zmienić na Formuladeldin, kiedy tytularnym sponsorem została firma IT Formula. W roku 2009 zmienił się sponsor rozgrywek ligowych, stała się nim międzynarodowa firma Vodafone, przez co ponownie zmieniona została ich nazwa. Od tamtej pory pierwszą ligę określało się na Wyspach Owczych Vodafonedeildin (Liga Vodafone). Kolejna zmiana nazwy nastąpiła w 2012 roku, kiedy sponsorem tytularnym została firma Effo, zajmująca się produkcją olei silnikowych oraz paliw. Od tamtej pory, do roku 2017 liga nazywano się Effodeildin. 15 grudnia 2017 roku ogłoszono, że nowym sponsorem rozgrywek zostanie bank Betri, a co za tym idzie liga na kolejne cztery lata zmieni swoją nazwę na Betrideildin.
Ciągłość rozgrywek została zakłócona tylko raz w historii, gdy przez działania wojenne w roku 1944 zabrakło piłek na archipelagu.

## Historia
Rozgrywki pierwszej ligi Wysp Owczych rozegrano po raz pierwszy w roku 1942. Wówczas miały one charakter pucharowy, a Wyspy Owcze podzielone zostały na trzy grupy: wschodnią, w której mecze rozgrywały kluby: EB Eiði (zał. 1913), HB Tórshavn (zał. 1904) oraz KÍ Klaksvík (zał. 1904), zachodnią, gdzie grały: B36 Tórshavn (zał. 1936), MB Miðvágur (zał. 1905) i SÍF Sandavágur (zał. 1906), a także południową, złożoną z: Royn Hvalba (zał. 1923), SVB Sandvík oraz TB Tvøroyri (zał. 1892). Pierwszym mistrzem została drużyna KÍ Klaksvík, w finale rozgrywek pokonując TB Tvøroyri 4:1.
Rozgrywki w tym stylu odbywały się do roku 1947. Wówczas system pucharowy przekształcono w znany do dziś system ligowy, jednak za zwycięstwo przyznawano jeszcze po dwa, nie po trzy punkty. W roku 1944 liga, jedyny raz w swojej historii, zawiesiła działalność, czego powodem był brak piłek podczas brytyjskiej okupacji Wysp Owczych. Od sezonu 1949 skład ligi na stałe stanowiły cztery zespoły: B36 Tórshavn, HB Tórshavn, KÍ Klaksvík oraz TB Tvøroyri oraz występujący nieregularnie VB Vágur. Na stałe klub ten dołączył w 1966, a w 1971 to samo uczynił ÍF Fuglafjørður (zał. 1936). Nie było wówczas możliwości spadku do ligi niższej, więc od 1971 na najwyższym poziomie rozgrywek na Wyspach Owczych występowało na stałe sześć drużyn.
Formułę rozgrywek zmodyfikowano w sezonie 1976. Zmianie uległa nazwa – dotychczas liga zwała się Meistaradeildin (Liga Mistrzów), a od tamtej pory po prostu 1.Deild (1. Liga). Organizacji rozgrywek pojął się założony w tym samym roku Związek Piłkarski Wysp Owczych, który zdecydował także o włączeniu drugiej ligi do systemu rozgrywek na archipelagu. Jedna drużyna w każdym sezonie, która zajęła ostatnie miejsce w ligowej tabeli, była od tamtej pory degradowana do niższego poziomu rozgrywek, natomiast najlepszy klub z ligi niższej zajmował jej miejsce. Rozszerzono także liczbę zespołów grających w lidze do siedmiu, dołączono więc NSÍ Runavík (zał. 1957), który był także pierwszą zdegradowaną drużyną do niższego poziomu rozgrywek.
Dzięki nowemu systemowi wiele klubów uzyskało szansę gry w pierwszej lidze. Do 1979 po raz pierwszy zagrały w niej: Fram Tórshavn (zał. 1975) i MB Miðvágur (zał. 1905). W 1979 dokonała się kolejna niewielka zmiana – liczbę klubów ponownie zwiększono i od tego sezonu miało ich występować osiem. W następnych latach, w tabeli po raz pierwszy pojawiały się kolejne drużyny: GÍ Gøta (zał. 1926), B68 Toftir (zał. 1962) i LÍF Leirvík (zał. 1928).
Ostatnie, jak dotąd, rozszerzenie liczby miejsc w tabeli pierwszoligowej miało miejsce w sezonie 1988, kiedy ich liczbę podniesiono do dziesięciu, a liczbę miejsc spadkowych do dwóch. Wówczas w pierwszej lidze zagrał po raz pierwszy B71 Sandoy (zał. 1970), który już podczas tego sezonu zdobył mistrzostwo archipelagu, by jednak w kolejnym zostać zdegradowanym do niższej ligi. Niewiele później pojawiły się w tej lidze także, kluby: SÍ Sumba (zał. 1940) oraz EB/Streymur (zał. 1993).
Od sezonu 1991 najlepsze kluby z Wysp Owczych występują w rozgrywkach międzynarodowych. Po raz pierwszy w Lidze Mistrzów zagrała ówczesna drużyna z pierwszego miejsca, tj. KÍ Klaksvík. Przegrała ona oba mecze rundy eliminacyjnej sezonu 1992/93, przeciwko łotewskiemu Skonto Ryga 1:3 i 0:3. Później, coraz większa liczba zespołów zaczęła się dostawać do rozgrywek organizowanych przez UEFA. Według obecnego systemu drużyna z pierwszego miejsca ma prawo awansować do I rundy kwalifikacyjnej Ligi Mistrzów UEFA, a dwie kolejne do I rundy kwalifikacyjnej Ligi Europy UEFA.
Od roku 1995 funkcjonował w farerskiej lidze system baraży. Drużyna z dziewiątego miejsca, zamiast automatycznie spaść do ligi niższej, miała rozegrać dwumecz przeciwko klubowi z miejsca drugiego w niższej klasie rozgrywek. Z systemu tego zrezygnowano w sezonie 2006. Również od roku 1995 drużyny za zwycięstwo zdobywają nie dwa a trzy punkty.
W roku 2005 wprowadzono kolejne zmiany. Ligę przemianowano wówczas na Formuladeildin, co odwoływało się do nowego sponsora - firmy IT Formula.fo. Wszystkie kolejne poziomy rozgrywek dostały także nowe nazwy, podnoszące pierwszą liczbę o jeden (np. 2. deild zmieniono na 1. deild), co upodobniło system ligowy Wysp Owczych do zachodnioeuropejskich. Zmianie uległa także liczba meczów rozgrywanych przez każdą drużynę. Od tamtej pory każda miała zagrać po trzy spotkania, a nie jak wcześniej dwa, przeciwko wszystkim pozostałym. Sprawiało to, że każdy klub powinien zakończyć sezon z dorobkiem 27 meczów.
Kolejna zmiana nazwy (Vodafonedeildin) nastąpiła w sezonie 2009, kiedy jej sponsorem ligi została firma Vodafone. Od sezonu 2012 do sezonu 2017, w związku z tym, że jej sponsorem została firma Effo, liga nazywała się Effodeildin (Liga Effo). Kolejny czteroletni kontrakt sponsorski podpisano z bankiem Betri, co oznacza, że od sezonu 2018 do 2021 liga nazywać się będzie Betridedilin.

## System rozgrywek
Obecny format ligi zakładający brak meczów eliminacyjnych o prawo wejście do grupy finałowej obowiązuje od sezonu 1947.
Rozgrywki składają się z 27 kolejek spotkań rozgrywanych pomiędzy drużynami systemem kołowym. Każda para drużyn rozgrywa ze sobą dwa mecze – jeden w roli gospodarza, drugi jako goście. W trzecim kole drużyny losowo rozgrywają ze sobą mecze – 4 lub 5 u siebie oraz 5 lub 4 na wyjeździe. Od sezonu 1988 w lidze występuje 10 zespołów. W przeszłości liczba ta wynosiła od 3 do 8. Drużyna zwycięska za wygrany mecz otrzymuje 3 punkty (do sezonu 1994 2 punkty), 1 za remis oraz 0 za porażkę.
Zajęcie pierwszego miejsca po ostatniej kolejce spotkań oznacza zdobycie tytułu Mistrzów Wysp Owczych w piłce nożnej. Mistrz zdobywa prawo gry w eliminacjach do Ligi Mistrzów UEFA. Druga oraz trzecia drużyna zdobywają możliwość gry w Lidze Europy UEFA. W przypadku, w którym zdobywca Pucharu Wysp Owczych zajmie pierwsze miejsce w lidze – możliwość gry w Lidze Europy otrzymuje również czwarta drużyna klasyfikacji końcowej. Zajęcie 2 ostatnich miejsc wiąże się ze spadkiem drużyn do 1. deild.
W przypadku zdobycia tej samej liczby punktów, klasyfikacja końcowa ustalana jest na podstawie wyniku dwumeczu pomiędzy drużynami, w następnej kolejności, w przypadku remisu – na podstawie różnicy bramek w pojedynku bezpośrednim, następnie na podstawie ogólnego bilansu bramkowego osiągniętego w sezonie, większej liczby bramek zdobytych oraz w ostateczności za pomocą losowania.

## Skład ligi w sezonie 2025
| Uczestnicy poprzedniej edycji                                                                                 | Uczestnicy poprzedniej edycji | Uczestnicy poprzedniej edycji | Uczestnicy poprzedniej edycji |
| --- | ----------------------------- | ----------------------------- | ----------------------------- |
| VÍK | Víkingur Gøta                 | Norðragøta                    | 1                             |
| KÍ | KÍ Klaksvík                   | Klaksvík                      | 2                             |
| HB | HB Tórshavn                   | Tórshavn                      | 3                             |
| NSÍ | NSÍ Runavík                   | Runavík                       | 4                             |
| B36 | B36 Tórshavn                  | Tórshavn                      | 5                             |
| 07V | 07 Vestur                     | Sandavágur / Sørvágur         | 6                             |
| EBS | EB/Streymur                   | Eiði / Streymnes              | 7                             |
| B68 | B68 Toftir                    | Toftir                        | 8                             |
| Spadek z Betrideildin 2024                                                                                    |                               |                               |                               |
| SKÁ | Skála ÍF                      | Skála                         | 9                             |
| ÍF | ÍF Fuglafjørður               | Fuglafjørður                  | 10                            |
| Awans z 1. deild 2024                                                                                         |                               |                               |                               |
| FCS | FC Suðuroy                    | Vágur                         | 2                             |
| TB | TB Tvøroyri                   | Tvøroyri                      | 3                             |
| Oznaczenia: - kolumna pierwsza – skróty nazw drużyn, - kolumna trzecia – miejsce zajęte w poprzednim sezonie. |                               |                               |                               |

## Statystyka

### Tabela medalowa
Dotychczas na Wyspach Owczych odbyło się 79 edycji pierwszej ligi, od roku 1942 do 2021 (przerwa w roku 1944). Mistrzami Wysp Owczych zostawali (stan na koniec sezonu 2024):
| LP | Klub            | Miejscowość  | Wyspa    | L.mistrz. |
| -- | --------------- | ------------ | -------- | --------- |
| 1. | HB Tórshavn     | Tórshavn     | Streymoy | 24        |
| 2. | KÍ Klaksvík     | Klaksvík     | Borðoy   | 21        |
| 3. | B36 Tórshavn    | Tórshavn     | Streymoy | 11        |
| 4. | TB Tvøroyri     | Tvøroyri     | Suðuroy  | 7         |
| 5. | GÍ Gøta         | Norðragøta   | Eysturoy | 6         |
| 6. | B68 Toftir      | Toftir       | Eysturoy | 3         |
| 6. | Víkingur Gøta   | Norðragøta   | Eysturoy | 3         |
| 7. | EB/Streymur     | Streymnes    | Streymoy | 2         |
| 9. | B71 Sandoy      | Sandur       | Sandoy   | 1         |
| 9. | ÍF Fuglafjørður | Fuglafjørður | Eysturoy | 1         |
| 9. | NSÍ Runavík     | Runavík      | Eysturoy | 1         |
| 9. | SÍ Sørvágur     | Sørvágur     | Vágar    | 1         |
| 9. | VB Vágur        | Vágur        | Suðuroy  | 1         |

### Kluby biorące udział
Poniższe kluby kiedykolwiek brały udział w pierwszoligowych rozgrywkach do roku 2021:
- Borðoy:
  - KÍ Klaksvík – 77 sezonów
- Eysturoy:
  - B68 Toftir – 33 sezony
  - GÍ Gøta – 28 sezonów
  - ÍF Fuglafjørður – 37 sezonów
  - LÍF Leirvík – 9 sezonów
  - NSÍ Runavík – 36 sezonów
  - Skála ÍF – 13 sezonów
  - Víkingur Gøta – 14 sezonów
- Sandoy:
  - Bóltfelagið Sandur - 1 sezon
  - B71 Sandoy – 15 sezonów
- Streymoy:
  - AB Argir – 10 sezonów
  - EB Eiði - 2 sezony
  - EB/Streymur – 21 sezonów
  - Tórshavn:
    - B36 Tórshavn – 77 sezonów
    - Fram Tórshavn[9] – 1 sezon
    - HB Tórshavn – 79 sezonów
- Suðuroy:
  - FB Fámjin - 1 sezon
  - FC Suðuroy - 3 sezony
  - Royn Hvalba - 1 sezon
  - SB Sumba - 1 sezon
  - SÍ Sumba – 4 sezony
  - Sumba/VB - 1 sezon
  - SVB Sandvík - 1 sezon
  - TB/FC Suðuroy/Royn - 2 sezony
  - TB Tvøroyri – 61 sezonów
  - TGB Trongisvágur - 1 sezon
  - VB Vágur – 44 sezony
  - VB/Sumba - 3 sezony
  - ØB Øravík - 1 sezon
- Vágar:
  - 07 Vestur – 6 sezonów
  - FS Vágar – 6 sezonów
  - MB Miðvágur – 9 sezonów
  - SÍ Sørvágur – 3 sezony
  - SÍF Sandavágur – 7 sezonów

### Tabela wszech czasów
Stan na koniec sezonu 2020. Tabela zawiera informacje od 1947 roku, kiedy rozpoczęto rozgrywki ligowe, bez fazy pucharowej.
Źródło: Effodeildin. FaroeSoccer.com. [dostęp 2021-03-13].
| Lp. | Nazwa klubu         | Sezony | SO | Tytuły mistrza ligi | M    | Pkt  | Z   | Z3  | R   | P   | B+   | B–   | +/–   |
| --- | ------------------- | ------ | -- | ------------------- | ---- | ---- | --- | --- | --- | --- | ---- | ---- | ----- |
| 1   | HB Tórshavn         | 74     | 74 | 24                  | 1112 | 1859 | 646 | 351 | 216 | 250 | 2615 | 1348 | +1267 |
| 2   | B36 Tórshavn        | 72     | 33 | 10                  | 1084 | 1590 | 508 | 348 | 226 | 350 | 1992 | 1585 | +407  |
| 3   | KÍ Klaksvík         | 72     | 10 | 16                  | 1082 | 1532 | 514 | 269 | 235 | 333 | 2156 | 1551 | +605  |
| 4   | NSÍ Runavík         | 35     | 24 | 1                   | 748  | 1120 | 337 | 299 | 147 | 264 | 1335 | 1117 | +218  |
| 5   | GÍ Gøta1            | 28     | 0  | 6                   | 499  | 715  | 246 | 124 | 99  | 154 | 976  | 695  | +281  |
| 6   | TB Tvøroyri2        | 56     | 2  | 6                   | 731  | 692  | 252 | 46  | 142 | 337 | 1166 | 1411 | -245  |
| 7   | B68 Toftir          | 32     | 0  | 3                   | 620  | 691  | 209 | 121 | 152 | 259 | 886  | 1022 | -136  |
| 8   | EB/Streymur         | 18     | 17 | 2                   | 441  | 641  | 185 | 184 | 87  | 169 | 751  | 742  | +9    |
| 9   | ÍF Fuglafjørður     | 34     | 11 | 1                   | 669  | 636  | 183 | 123 | 147 | 339 | 924  | 1415 | -491  |
| 10  | Víkingur Gøta1      | 13     | 13 | 2                   | 351  | 629  | 184 | 184 | 77  | 90  | 677  | 450  | +227  |
| 11  | VB Vágur2           | 41     | 0  | 1                   | 515  | 497  | 166 | 67  | 98  | 251 | 738  | 1096 | -358  |
| 12  | Skála ÍF            | 13     | 5  | 0                   | 324  | 338  | 88  | 88  | 74  | 162 | 374  | 533  | -159  |
| 13  | B71 Sandoy          | 15     | 0  | 1                   | 306  | 288  | 88  | 47  | 65  | 153 | 388  | 595  | -207  |
| 14  | AB Argir            | 10     | 3  | 0                   | 270  | 212  | 50  | 50  | 62  | 158 | 286  | 549  | -263  |
| 15  | 07 Vestur3          | 5      | 0  | 0                   | 135  | 102  | 26  | 26  | 24  | 85  | 161  | 328  | -167  |
| 16  | LÍF Leirvík1        | 9      | 0  | 0                   | 138  | 98   | 31  | 0   | 36  | 71  | 174  | 264  | -90   |
| 17  | FS Vágar3           | 6      | 0  | 0                   | 108  | 76   | 21  | 21  | 13  | 74  | 132  | 313  | -181  |
| 18  | MB Miðvágur3        | 7      | 0  | 0                   | 96   | 62   | 19  | 0   | 24  | 53  | 110  | 188  | -78   |
| 19  | TB/FC Suðuroy/Royn2 | 2      | 2  | 0                   | 54   | 57   | 16  | 16  | 9   | 29  | 58   | 87   | -29   |
| 20  | VB/Sumba2           | 3      | 0  | 0                   | 81   | 55   | 13  | 13  | 16  | 52  | 87   | 201  | -114  |
| 21  | FC Suðuroy2         | 3      | 0  | 0                   | 81   | 53   | 13  | 13  | 14  | 54  | 88   | 200  | -112  |
| 22  | SÍF Sandavágur3     | 4      | 0  | 0                   | 60   | 47   | 18  | 0   | 11  | 31  | 82   | 107  | -25   |
| 23  | SÍ Sumba3           | 4      | 0  | 0                   | 72   | 35   | 9   | 7   | 10  | 53  | 75   | 238  | -163  |
| 24  | Sumba/VB2           | 1      | 0  | 0                   | 18   | 20   | 6   | 6   | 2   | 10  | 26   | 39   | -13   |
| 25  | SÍ Sørvágur3        | 1      | 0  | 1                   | 6    | 9    | 4   | 0   | 1   | 1   | 9    | 6    | +3    |
| 26  | HB II Tórshavn5     | 2      | 0  | 0                   | 10   | 4    | 2   | 0   | 0   | 8   | 15   | 40   | -25   |
| 27  | Fram Tórshavn4      | 1      | 0  | 0                   | 12   | 4    | 1   | 0   | 2   | 9   | 6    | 33   | -27   |
| 28  | B36 II Tórshavn5    | 1      | 0  | 0                   | 5    | 0    | 0   | 0   | 0   | 5   | 1    | 29   | -28   |

Legenda:

    uczestnicy Betrideildin sezonu 2021

    kluby nieistniejące, nieposiadające obecnie sekcji piłkarskiej lub te, które zmieniły nazwę
Objaśnienia:
1. W 2007 roku GÍ Gøta połączył się z LÍF Leirvík, tworząc Víkingur Gøta.
2. VB Vágur i SÍ Sumba w 1995 roku połączyły się na jeden sezon w Sumba/VB, następnie od 2005 istniały wspólnie, jako VB/Sumba, który w 2010 przekształcono w FC Suðuroy. FC Suðuroy w 2017 roku połączył się z TB Tvøroyri i Royn Hvalba, tworząc nowy klub TB/FC Suðuroy/Royn. Klub ten ponownie rozpadł się na trzy na początku roku 2019.
3. W 1993 roku kluby MB Miðvágur oraz SÍF Sandavágur połączyły się, tworząc FS Vágar. W 1998 dołączył do nich SÍ Sørvágur. FS Vágar rozpadł się w 2004 na MB, FS Vágar 2004 i SÍ. W 2007 SÍ Sørvágur połączył się ponownie z FS Vágar 2004, tworząc 07 Vestur.
4. Fram Tórshavn przekształcono w FC Hoyvík w 2008 roku.
5. Obecnie drugie składy drużyn nie mogą występować w pierwszej lidze.